# Asprothrips
Asprothrips (лат.) — род трипсов из семейства Thripidae (Thysanoptera).

## Распространение
Представители этого рода в основном встречаются в Юго-Восточной Азии, но некоторые виды распространены по всему миру.

## Описание
Мелкие насекомые с четырьмя бахромчатыми крыльями. Самка макроптерная. Голова шире длины, темя слабо сетчатое; пара I глазковых волосков присутствует, пара III между задними глазками; четыре пары заднеглазничных волосков; нижнечелюстные пальпы 3-сегментные. Антенны 8-сегментные, сегмент I без парных дорсо-апикальных волосков; III и IV с вильчатыми конусами чувств. Пронотум шире длины, более или менее сетчатый, без длинных постероангулярных волосков. Срединная пара волосков удалена от заднего края; передняя кампановидная сенсилла присутствует. Скульптура метанотума разнообразная, неравномерно сетчатая; срединная пара волосков за передним краем; кампановидные сенсиллы отсутствуют. Передние краевые реснички переднего крыла заходят вентрально немного за край крыла; вершина крыла с двумя удлиненными волосками, венечные волоски все очень маленькие; первая жилка с широким промежутком в ряду волосков, два волоска на дистальной половине; вторая жилка с полным рядом волосков; клавус с четырьмя-пятью венечными и одним дискальным волосками; реснички заднемаргинальной каймы волнистые. Мезостернальная эндофурка со спинулой; метастернальная эндофурка узко U-образная и достигает мезоторакса. Лапки 2-сегментные. Тергиты без ктенидий или краспедий, с поперечными или сетчатыми отметинами латерально, обычно с внутренними точками или морщинками; VIII тергит с гребнем медиально; IX с двумя парами кампановидных сенсилл. Стерниты без дискальных волосков; III—VII с 3 парами постеромаргинальных волосков, II с 2 парами; стернит VII со всеми волосками на заднем крае. Самцы сходны с самками, стерниты без поровых пластинок. Виды этого рода размножаются на листьях; один широко распространенный вид был связан с листьями банана, а в южном Китае один изменчивый вид был найден размножающимся на Lophatherum gracile (Poaceae).

## Классификация
В подсемействе Dendrothripinae род Asprothrips разделяет сходство с родом Dendrothrips .
- Asprothrips atermaculosus Wang & Tong, 2017

- Asprothrips bimaculatus Michel & Ryckewaert, 2014[2]

- Asprothrips bucerus Tong, Wang & Mirab-balou, 2016[3]

- Asprothrips fuscipennis Kudo, 1984

- Asprothrips indicus (Bagnall, 1919)

- Asprothrips navsariensis Tyagi, 2011[4]

- Asprothrips punctulosus Tong, Wang & Mirab-balou, 2016

- Asprothrips seminigricornis (Girault, 1926)